# Val di Magra
Das Val di Magra ist ein Tal in den norditalienischen Regionen Toskana und Ligurien. Die Talebene, die in den Provinzen La Spezia und Massa-Carrara liegt, wird von dem Fluss Magra durchflossen. Sie bildet, unfern des Golfes von La Spezia, das Zentrum der antiken Region Lunigiana.
Das Territorium zeichnet sich durch eine Vielfalt von Landschaften aus. Angefangen bei den Sandstränden des Küstenabschnitts, über die Hügel im Umkreis von Luna, auf denen sich zahlreiche Burgen und Dörfer befinden, bis hin zu den massiven Ausläufern des Apennin und der Apuanischen Alpen.
Das Val di Magra hat sich stets durch seine strategische Bedeutung ausgezeichnet. So stellt es die wichtigste Verbindung der Küste des Tyrrhenischen Meers zur Po-Ebene dar. Das Tal wird von der antiken Via Aemilia Scauri durchlaufen, die die Lunigiana mit der Via Aemilia Lepidi verband. Im 8. Jahrhundert kam die Via degli Abati von Bobbio und im Mittelalter die Via Francigena hinzu. Letztere wurde von zahllosen Pilgern genutzt und verfügt über mehrere Gaststätten.
Das Val di Magra ist eine der vier Partitionen, in die die Provinz La Spezia unterteilt werden kann. Die anderen drei Zonen sind die Riviera von La Spezia, der Golf von La Spezia und das Val di Vara. Das Tal ist unter der Aufsicht der Autorità di Bacino del fiume Magra und der Behörde des Naturparks Montemarcello-Magra.

## Verwaltung
Aus administrativer Sicht ist das Val di Magra durch die Provinzen Massa-Carrara und La Spezia geteilt. Die Gemeinden auf dem Territorium des Tals sind in der Provinz Massa-Carrara: Aulla, Villafranca in Lunigiana, Filattiera, Fosdinovo, Pontremoli, Mulazzo und Zeri. Seitens der Provinz La Spezia sind es: Ameglia, Arcola, Bolano, Castelnuovo Magra, Ortonovo, Sarzana, Santo Stefano di Magra und Vezzano Ligure.